# Viktor Andersson (fotbollsspelare född 2004)
Johan Viktor Andersson, född 30 mars 2004, är en svensk fotbollsmålvakt som spelar för IFK Värnamo.

## Klubbkarriär
Andersson började spela fotboll i GIF Nike och gick som 11-åring till Malmö FF. Den 20 maj 2022 skrev han på sitt första A-lagskontrakt med klubben; ett 3,5-årskontrakt. I december 2022 lånades Andersson ut till Lunds BK på ett säsongslån. Han spelade 26 matcher i Ettan Södra 2023 och höll nollan tio gånger.
Den 13 december 2023 värvades Andersson av IFK Värnamo, där han skrev på ett 3,5-årskontrakt. Andersson tävlingsdebuterade den 2 mars 2024 i en 1–0-förlust mot Halmstads BK i gruppspelet i Svenska cupen 2023/2024, där han blev inbytt i andra halvlek mot skadade Jonathan Rasheed. Andersson gjorde allsvensk debut i premiäromgången av Allsvenskan 2024, den 1 april, i en 2–2-match mot IF Elfsborg.

## Landslagskarriär
Andersson spelade två landskamper för Sveriges U19-landslag mellan 2021 och 2022 och debuterade för U21-landslaget 2024.